# Roi du Maroc
Le roi du Maroc est le monarque et chef de l'État du Maroc, dans le cadre de la monarchie constitutionnelle définie dans la constitution marocaine, dont l'article 41 fait de lui le commandeur des croyants (Amir Al Mouminine), responsable du domaine religieux. Le roi du Maroc actuel, intronisé le 30 juillet 1999, est Mohammed VI.

## Histoire
La dynastie alaouite — ou alawite (de l'arabe ‘alawī, « descendant d'Ali », gendre du prophète Mahomet) — règne sur le Maroc depuis la seconde moitié du XVIIe siècle. 
Venus du Hejaz et installés au Tafilalet, les Alaouites deviennent sultans du Maroc à la suite d'une période d'instabilité ayant suivi le décès du dernier sultan de la dynastie des Saadiens en 1659, durant laquelle le pays est morcelé en plusieurs États indépendants, l'autorité centrale tombant aux mains des Dilaïtes. 
Moulay Rachid, troisième prince alaouite du Tafilalet, réunifie le pays entre 1664 et 1669 et réinstaure un pouvoir central, marquant ainsi le début de la dynastie alaouite du Maroc, qui est toujours à la tête du royaume au XXIe siècle.

## Image du roi du Maroc
Utiliser l'image du roi ou de ses proches sur les réseaux sociaux est interdit. Des citoyens marocains ont été condamnés et emprisonnés pour le seul fait d’avoir utilisé le portrait du roi, ou même de membres de la famille royale, pour leur photo de profil Facebook.

## Fonctions du roi du Maroc
La fonction du monarque est définie dans la constitution du Maroc.

### Article 47
Le roi nomme le Chef du Gouvernement au sein du parti politique arrivé en tête des élections des membres de la Chambre des Représentants, et au vu de leurs résultats. Sur proposition du chef du Gouvernement, il nomme les membres du gouvernement. 
Le roi peut, à son initiative, et après consultation du chef du gouvernement, mettre fin aux fonctions d’un ou de plusieurs membres du gouvernement. Le chef du gouvernement peut demander au roi de mettre fin aux fonctions d’un ou de plusieurs membres du gouvernement.
Le chef du gouvernement peut demander au roi de mettre fin aux fonctions d’un ou de plusieurs membres du gouvernement du fait de leur démission individuelle ou collective. 
À la suite de la démission du chef du gouvernement, le roi met fin aux fonctions de l’ensemble du gouvernement. 
Le gouvernement démissionnaire expédie les affaires courantes jusqu’à la constitution du nouveau gouvernement.

### Article 48
Le roi préside le conseil des ministres composé du chef du gouvernement et des ministres.  
Le conseil des ministres se réunit à l’initiative du roi ou à la demande du chef du gouvernement. 
Le roi peut, sur la base d’un ordre du jour déterminé, déléguer au chef du gouvernement la présidence d’une réunion du conseil des ministres.

### Article 49
Le conseil des ministres délibère :
- des orientations stratégiques de la politique de l’état ;
- des projets de révision de la constitution ;
- des projets de lois organiques ;
- des orientations générales du projet de loi de finances ;
- des projets de loi-cadre visés à l’article 71 (2e alinéa) de la Constitution ;
- du projet de loi d’amnistie ;
- des projets de textes relatifs au domaine militaire ;
- de la déclaration de l’état de siège ;
- de la déclaration de guerre ;
- du projet de décret visé à l’article 104 de la Constitution ;
- de la nomination, sur proposition du chef du Gouvernement et à l’initiative du ministre concerné, aux emplois civils de wali de Bank Al Maghrib, d’ambassadeur, de wali et de gouverneur, et des responsables des administrations chargées de la sécurité intérieure du royaume, ainsi que des responsables des établissements et entreprises publics stratégiques. Une loi organique précise la liste de ces établissements et entreprises stratégiques.

### Article 50
Le roi promulgue la loi dans les trente jours qui suivent la transmission au gouvernement de la loi définitivement adoptée. La loi ainsi promulguée doit faire l’objet de publication au bulletin officiel du royaume dans un délai n’excédant pas un mois, courant à compter de la date du dahir de sa promulgation.

### Article 51
Le Roi peut dissoudre, par dahir, les deux Chambres du Parlement ou l’une d’elles dans les conditions prévues aux articles 96, 97 et 98.

### Article 52
Le Roi peut adresser des messages à la Nation et au Parlement. Les messages sont lus devant l’une et l’autre Chambre et ne peuvent y faire l’objet d’aucun débat.

### Article 53
Le Roi est le Chef Suprême des Forces Armées Royales. Il nomme aux emplois militaires et peut déléguer ce droit.

### Article 54
Il est créé un Conseil Supérieur de Sécurité, en tant qu’instance de concertation sur les stratégies de sécurité intérieure et extérieure du pays, et de gestion des situations de crise, qui veille également à l’institutionnalisation des normes d’une bonne gouvernance sécuritaire. Le Roi préside ce Conseil et peut déléguer au Chef du Gouvernement la présidence d’une réunion du Conseil, sur la base d’un ordre du jour déterminé. Le Conseil Supérieur de Sécurité comprend, outre le Chef du Gouvernement, le président de la Chambre des Représentants, le président de la Chambre des Conseillers, le président-délégué du Conseil Supérieur du pouvoir Judiciaire et les ministres chargés de l’Intérieur, des Affaires étrangères, de la Justice et de l’administration de la Défense nationale, ainsi que les responsables des administrations compétentes en matière sécuritaire, des officiers supérieurs des Forces Armées Royales et toute autre personnalité dont la présence est utile aux travaux dudit Conseil. Le règlement intérieur du Conseil fixe les règles de son organisation et de son fonctionnement.

### Article 55
Le Roi accrédite les ambassadeurs auprès des puissances étrangères et des organismes internationaux. Les ambassadeurs ou les représentants des organismes internationaux sont accrédités auprès de Lui. Il signe et ratifie les traités. Toutefois, les traités de paix ou d’union, ou ceux relatifs à la délimitation des frontières, les traités de commerce ou ceux engageant les finances de l’Etat ou dont l’application nécessite des mesures législatives, ainsi que les traités relatifs aux droits et libertés individuelles ou collectives des citoyennes et des citoyens, ne peuvent être ratifiés qu’après avoir été préalablement approuvés par la loi.
Le Roi peut soumettre au Parlement tout autre traité avant sa ratification. Si la Cour Constitutionnelle, saisie par le Roi ou le Président de la Chambre des Représentants ou le Président de la Chambre des Conseillers ou le sixième des membres de la première Chambre ou le quart des membres de la deuxième Chambre, déclare qu’un engagement international comporte une disposition contraire à la Constitution, sa ratification ne peut intervenir qu’après la révision de la Constitution.

### Article 56
Le Roi préside le Conseil Supérieur du Pouvoir Judiciaire.

### Article 57
Le Roi approuve par dahir la nomination des magistrats par le Conseil Supérieur du Pouvoir Judiciaire.

### Article 58
Le roi exerce le droit de grâce.

### Article 59
Lorsque l’intégrité du territoire national est menacée ou que se produisent des événements qui entravent le fonctionnement régulier des institutions constitutionnelles, le roi peut, après avoir consulté le chef du gouvernement, le président de la chambre des représentants, le président de la chambre des conseillers, ainsi que le président de la cour constitutionnelle, et adressé un message à la nation, proclamer par dahir l’état d’exception.
De ce fait, le roi est habilité à prendre les mesures qu’imposent la défense de l’intégrité territoriale et le retour, dans un moindre délai, au fonctionnement normal des institutions constitutionnelles.
Le parlement ne peut être dissous pendant l’exercice des pouvoirs exceptionnels. Les libertés et droits fondamentaux prévus par la présente constitution demeurent garantis.
Il est mis fin à l’état d’exception dans les mêmes formes que sa proclamation, dès que les conditions qui l’ont justifié n’existent plus.

## Titulaires depuis 1956
| N° | Portrait | Nom                      | Début du règne  | Fin du règne    | Notes                         |
| -- | -------- | ------------------------ | --------------- | --------------- | ----------------------------- |
| 1  |          | Mohammed V (1909-1961)   | 2 mars 1956     | 26 février 1961 | Roi du Maroc à partir de 1957 |
| 2  |          | Hassan II (1929-1999)    | 26 février 1961 | 23 juillet 1999 | Fils du précédent.            |
| 3  |          | Mohammed VI (né en 1965) | 23 juillet 1999 | en fonction     | Fils du précédent.            |